# Ivan Allen
Ivan G. Allen (Detroit, 29 giugno 1930 – 7 maggio 2012) è stato un danzatore statunitense, primo ballerino dell'American Ballet Theatre.

## Biografia
Nato ed educato a Detroit, si unì all'American Ballet Theatre nel 1952. Scalò rapidamente i ranghi della compagnia, diventando solista e poi primo ballerino. In questa veste danzò con la compagnia tra la fine degli anni cinquanta e i primi anni sessanta, apparendo anche nelle tournée dell'American Ballet Theatre in Europa e al Teatro Bol'šoj di Mosca.
Nel 1964 lasciò la compagnia per unirsi al Metropolitan Opera House, dove danzò in quasi trecento rappresentazioni prima del ritiro dalle scene il 12 gennaio 1978 ne Il cavaliere della rosa.